# マラン・ディエディウ
マラン・ディエディウ（Malang Diedhiou、1973年4月30日 - ）は、セネガルのサッカー審判員。2015年のアフリカネイションズカップ、 2016年のリオデジャネイロオリンピック、 2017年のアフリカネイションズカップ、2017年のFIFAクラブワールドカップで主審を務めた。また、2017年のFIFAコンフェデレーションズカップではビデオ・アシスタント・レフェリー (VAR) を務めた。
2018 FIFAワールドカップでも審判団に選出されており、セルビア代表DFアレクサンドル・コラロヴの直接FKが決勝点となったコスタリカ対セルビア戦、ロシア代表DFイーゴリ・スモルニコフが前半でイエローカード2枚で退場となったロシア対ウルグアイ戦を担当した。また、決勝トーナメントではラウンド16のベルギー対日本戦を担当、母国セネガル代表がグループHで日本と反則ポイントの差で決勝トーナメント進出を逃したにもかかわらず、セネガルの審判団が日本戦を担当することに異論もあったものの、そういった雑音を気にさせないようなフェア且つ的確なレフェリングで評価された。

## FIFAワールドカップ
| 2018 FIFAワールドカップ–ロシア | 2018 FIFAワールドカップ–ロシア | 2018 FIFAワールドカップ–ロシア | 2018 FIFAワールドカップ–ロシア |
| 日程                           | 対戦カード                     | 会場                           | ラウンド                       |
| ------------------------------ | ------------------------------ | ------------------------------ | ------------------------------ |
| 2018年6月17日                  | コスタリカ– セルビア           | サマラ                         | グループステージ               |
| 2018年6月25日                  | ウルグアイ– ロシア             | サマラ                         | グループステージ               |
| 2018年7月2日                   | ベルギー– 日本                 | ロストフ                       | ラウンド16                     |